# دهه ۷۸۰ (پیش از میلاد)
دهه ۷۸۰ (پیش از میلاد) ۷۸مین دهه قبل از مبدا شروع تقویم میلادی است.

## رویدادها
- ۷۸۳ پیش از میلاد - شلمنسر چهارم جانشین پدر خود آداد-نراری سوم به عنوان پادشاه آشور شد.
- ۷۸۲ پیش از میلاد — تأسیس دژ اربونی به دستور پادشاه  آرگیشتی یکم در محل ایروان امروزی.
- ۷۸۲ پیش از میلاد — مرگ شوان ژئو ، پادشاه سلسله ژو چین.
- ۷۸۱ پیش از میلاد — یئو ژئو به عنوان پادشاه سلسله ژو چین انتخاب می‌شود.